# Repülőesemények és katasztrófák a magyar repülőcsapatoknál (1948-tól)
Az 1948-ban újra megalakult Magyar Légierő (későbbi nevén Magyar Néphadsereg Honi Légiereje) és az ennek jogutódjaként 1990 óta működő Magyar Légierő jelentősebb, főként gépveszteséggel járó repülőeseményeit és katasztrófáit soroljuk fel géptípusonként, és azon belül időrendben.

## L–39
A típust az NDK légierejéből „örökölte” a Magyar Légierő 1993-ban, 20 db ZO altípust vett át pótalkatrészekkel és az üzemeltetési tervdokumentációkkal együtt. Ebből 12 db-ot üzemeltet, a többit tartalékként hasznosítja a légierő. Eddig 2 db repülőgép zuhant le, illetve a pilótaállomány még egy (szlovák) géppel szenvedett géptöréses repülőeseményt.
- 1995. július 25-én Törtel közelében zuhant le hajtóműleállás következtében az első ilyen típusú magyar gép. A pilóták – Molnár Gyula őrnagy és Németh János főhadnagy – 700 m-es magasságban sikeresen katapultáltak, a gép mezőgazdasági területre zuhanva megsemmisült.[1]
- 2002. október 29-én egy kassai repülési gyakorlat során lezuhant a Szlovák Légierő egyik L–39-ese, miután leszálláshoz való besorolás közben leállt a hajtómű. A két magyar pilóta – Vadas Jenő alezredes és Molnár Tibor főhadnagy – sikeresen katapultált. A gépet kormányközi megállapodás értelmében használta a magyar állam.
- 2008. június 20-án a Fehérgyarmat melletti szükségrepülőtéren, lapos repülési pályán a földbe csapódott a 120-as oldalszámú magyar L–39ZO. A hátsó ülésben ülő Janicsek András alezredes katapultált, de nem élte túl, Ignácz Zoltán főhadnagy – vélhetően a későn megkezdett katapultálási folyamat miatt – becsapódás után a gépben meghalt. Az alezredes holttestét a repülőgép mellett találták meg. Elsődleges elemzések szerint a gépnek nem volt műszaki hibája. A géphez a 10446-os Mi–8PSZ kutató-mentővé átalakított helikopter érkezett.[2][3] A későbbi kivizsgálás szerint a gépet repülő pilóta ismerőseit előre értesítette, hogy lakóhelye közelében fog műrepülni, még repülés közben is küldött SMS-t.[4]

## MiG–15 (Sas)
A hazánkban alkalmazott MiG–15-ösök közül 35 db semmisült meg, ami 39 magyar hajózó életét követelte. A szerencsétlenül járt gépekből mindössze 4 fő hajtott végre sikeresen katapultálást. Előfordultak végtag-csonkolásos sérüléssel járó katapultálások is, amik főként a kezdetleges lábelfogási rendszer miatt következtek be.
- 1951.
  - október 2-án történt Magyarországon az első, gázturbinás sugárhajtóművel rendelkező repülőgéppel történt repülőesemény. Turcsányi József alhadnagy a 25. számú repülési feladatát hajtotta végre géppárban oktatójával, Ny. K. Golovin főhadnaggyal. Kunhegyes térségében bonyolult helyzetbe került és 15 óra 40 perckor, nagy sebességgel repülve katapultált. A katapultálás során lábait nem vette le az oldalkormány pedálokról, és az így fékezett kilövéskor a vezérsíknak ütközve életét vesztette. A hajózót a repülőgép becsapódási helyétől kb. 500 méterre találták meg.
- 1952.
  - március 7-én a 9(016)-os oldalszámú MIG-15-ös repülőgépen Tiszafüredtől keletre 16 km-re Molnár II. István alhadnagy géppár légiharcgyakorlat végrehajtására szállt fel. A géppárparancsnok a gyorsan romló időjárás miatt a leszállás mellett döntött. Eközben a műszerrepülésre kiképzetlen Molnár alhadnagy gépe felhőbe került. A felhőből hófödte táj felett repült ki, ahol gépe térbeli helyzetét nem tudta megítélni. Az erősen felgyorsult gépet későn vette ki a süllyedésből és földbe csapódott. A hajózó nem kísérelt meg katapultálást.
  - július 17-én a 037-es oldalszámú MiG–15-ösből sikeresen katapultált – elsőként a magyar gépek közül – Ferencz István főhadnagy. A gép repülőgyakorlat közben összeütközött társával, Nits Ferenc életét vesztette. Nits Ferenc alhadnagy – mint kísérő – géppárrepülést hajtott végre, miközben 8000 m magasságban összecsúszott a Ferencz István főhadnagy által vezetett vezérgéppel. A gépek az ütközés következtében kigyulladtak és Szarvas-Cserebökény térségében lezuhantak. Nits Ferenc alhadnagy életét vesztette, a vezérgép pilótája, Ferencz István főhadnagy sikeresen katapultált.
  - augusztus 14-én a 213-as oldalszámú MiG-15-tel Kunhegyes térségében Marczy József alhadnagy és Béres Lajos alhadnagy géppárkötelékben felszállást hajtottak végre, mely során majdnem összecsúsztak a repülőgépek. Az ütközést elkerülendő Marczy alhadnagy intenzív kormánymozdulattal emelkedésbe vitte a repülőgépet, de az közben sebességét elvesztette és dugóhúzóba esett. A repülőgépvezető 300 m magasságban katapultált, de ejtőernyője már nem tudott kibomlani, ezért a földhöz csapódva életét vesztette.
- 1953.
  - április 16-án Pintér Mihály hadnagy a 810-es oldalszámú Mig-15 Bisz repülőgéppel éjjeli feladat végrehajtása közben, kis magasságban meg nem engedett helyesbítéseket végzett. Nem figyelte a műszereket, a repülőgép eközben elvesztette a magasságát és jobb szárnyával a földnek ütközött, majd kigyulladt és teljesen elégett, Nyárlőrinctől 2 km-re délnyugatra. A repülőgépvezető életét vesztette.
  - június 9-én a 07(008)-as oldalszámú repülőgépen Kalocsa repülőtéren Székelyhidi Lajos hadnagy és Jankovics József hadnagy éjjeli repülést hajtottak végre, amikor a repülőgép első kabinteteje leesett. Kényszerleszállást kíséreltek meg, melynek során egy fényszórónak ütköztek, átvágódtak és háton csúsztak a felszállópálya betonján. Mindkét repülőgépvezető életét vesztette. A kivizsgálás során megállapították, hogy a repülés előkészítése és végrehajtása során több szabálytalanság történt. Jankovics József hadnagy, ezred-megfigyelő már nem akart repülni, mert fáradt volt, azonban az ezred-parancsnok ezt nem vette figyelembe a tervtábla tervezésénél. Székelyhidi Lajos hadnagynak ez volt az első éjszakai felszállása. Emellett a repülés ideje alatt vihar tört ki, ami lecsökkentette a látástávolságot.
  - június 20-án Boda Dezső hadnagy gépének hajtóműve útvonalrepülés közben leállt. A repülőgépvezető kényszerleszállást kísérelt meg, ám a kigurulás során facsoportnak ütközött, és a gép orr-része olyan súlyosan megrongálódott, hogy Boda Dezső hadnagy a helyszínen életét vesztette.
  - augusztus 6-án a 819-es oldalszámú MiG-15-ös repülőgépen éjszakai repülési feladat végrehajtásakor Balázs András hadnagy és Bungó Ferenc hadnagy géppárban történő felszállás közben összeütköztek, melynek következtében Balázs hadnagy a távoli irányadó közelében lezuhant és életét vesztette. Bungó hadnagy a sérült géppel sikeresen leszállt Sármellék repülőtéren.
  - augusztus 19-én a 1915-ös oldalszámú repülőgéppel Szlavenka Miklós hadnagyot készültségből riasztották, aki Nagykanizsától délkeletre, Szenta község határában lezuhant és életét vesztette. A repülőgép teljesen elégett.
  - október 1-jén a 723-as MiG-15-ön Vasas József főhadnagy és kísérője, Horváth Béla hadnagy nagy magasságú célelfogást hajtottak végre géppárban, melynek során a kísérő a vezérgép jobb szárnyának ütközött, és azt a futóbekötés mélységéig összetörte. Az ütközés következtében Horváth Béla hadnagy Dunaföldvár térségében lezuhant és életét vesztette, míg Vasas főhadnagy az erősen sérült géppel sikeres kényszerleszállást hajtott végre a repülőtéren.
- 1954.
  - március 6-án Vasas János MiG–15-ös gépével kiképző repülésre szállt fel. Az elektromos rendszer hibája miatt az akkumulátor lemerült. A teljesen jelzéshiányba került gépben csak a nem elektromos műszerek voltak üzemképesek. A tüzelőanyag-szivattyúk leállásával a hajtómű is működésképtelenné vált. A pilóta katapultált.
  - április 17-én Miloszrendi Lajos főhadnagy műrepülési gyakorlat végrehajtása közben repülőgépével Dömsödön a Szabadság u. 7-es számú házra zuhant és életét vesztette.
  - július 20-án Bifkovics Antal alhadnagy a taszári 1939-es oldalszámú MiG-15 Bisz típusú repülőgépen katasztrófát szenvedett.
- 1955.
  - március 23-án Ebergényi Lajos hadnagy Taszárról légtérfeladatra szállt fel. A repülőtértől északra, műrepülési feladat közben ismeretlen okból Zimánytól kb. 1 km-re lezuhant és életét vesztette.
  - április 26-án az 50. vadászrepülő-ezred állományában szolgáló Orsós Mihály hadnagy repülőgépét kiképző repülés közben a törzsféklapok működészavara (csak az egyik nyílt ki) irányíthatatlanul bepörgette. A pilóta ledobta a kabintetőt, kikötötte magát és a centrifugális erő hatására kirepült a gépből és sértetlenül földet ért.
  - június 22-én a 960-as oldalszámú MiG-15 Bisz fedélzetén Oláh Gábor hadnagy földi célokra történő lövészetet hajtott végre, mely során repülőgépét késve vette fel a rácsapásból, földnek ütközött és életét vesztette.
  - június 24-én Szomor László hadnagy feladat-végrehajtás közben a 058-as oldalszámú repülőgépen 2500 m magasságban dugóhúzóba esett, amelyből még rendezni tudta helyzetét, de a gépet zuhanásból felvenni már nem tudta, így Sármelléktől 5 km-re lezuhant és életét vesztette.
  - július 29-én a 705-ös MiG-15 Bisz repülőgépen Kósi József százados – a kalocsai vadászrepülő ezred parancsnoka – a megfigyelő szolgálat által észlelt, 2000–2500 m magasságban repülő azonosítatlan, idegen léggömb felderítésére szállt fel. A második rácsapás alkalmával gépe összeütközött a ballonnal, amely felrobbant. Az ütközés után a gép (feltehetően a hajózó sérülése, vagy eszméletvesztése miatt) egyre meredekebb siklásba ment át és a földnek ütközve felrobbant.
  - szeptember 30-án Cs. Nagy Elemér főhadnagy készültségi riasztásra szállt fel, amikor a repülőgép buszter-hidraulika rendszere meghibásodott. A repülésvezető parancsára 01 óra 36 perckor, 800 m magasságban sikeresen katapultált.
  - november 16-án 19(32)-es számú MiG-15 Bisz-en a Pestvidéki Gépgyárból felszállva Egyed György százados repülőgépével 14 óra 55 perckor – szemtanú elmondása alapján – szinte merőlegesen Zsámbék határában földnek ütközött. A repülőgép-vezető nem kísérelt meg katapultálást.
- 1956.
  - jan. 06-án a 62. Vadászrepülő Ezred – Kecskemét, 717-es oldalszámú MiG-15bisz vadászrepülőgépével Jakab Imre főhadnagy, a 3. század, parancsnok helyettese, éjszakai légtérrepülés során, Nyárlőrinc térségében katasztrófát szenvedett.
  - január 21-én Konoklov főhadnagy (korábban a 22. gárda-vadászrepülő-hadosztályban (22. GvIAD) szolgált Bécsújhelynél) MiG–17 gépével tévedésből lelőtte a Magyar Néphadsereg egyik MiG–15bisz típusú gépet Pomogy térségében. A repülőgép-pilóta Magyar Sándor főhadnagy életét vesztette.[5]
- 1959.
  - augusztus 25-én kiképzőrepülését megszakítva Berena Ferenc százados kényszerleszállt gépével. Repülés közben a hidraulika-rendszer hibája miatt a nyomás nullára esett, vész-futónyitás helyett a fékszárnyat engedte le, majd a hidraulika-tartály szétrobbant és a gép hajtóműve leállt. Katapultálási kísérlete sikertelen maradt, ugyanis a rendszer nem volt kibiztosítva, a földi biztosíték nem lett eltávolítva felszállás előtt. A pilóta sikeresen hasra szállt, de a gép súlyosan sérült, összetört.
- 1968.
  - július 21-én Szolnokon lezuhant a 01-es oldalszámú MiG–15UTI-val Benke Sándor alezredes és Madaras István hadnagy. Mindketten életüket vesztették.
- 1970
  - május 12-én Fodor Ferenc főhadnagy, 682 oldalszámú MiG-15bisz gépével a Velencei-tó délnyugati sarkánál viharba került és lezuhant[6]

## MiG–17
A Magyar Néphadsereg légierejében a típus két változatát rendszeresítette: 1955-ben 12 db MiG–17PF altípust és 1955 ősze–1956 tavasza között 20 db MiG–17F altípust. A két altípusból 1-1 darab esett ki az aktív szolgálatból.
Forrás: Facebook-Fényképek Laci Rozsos bejegyzésében (Akik nélkül nem lehetett volna Magyar katonai repülés csoport)
 Viskovszki Ferenc a kiképzés alatt repülő halált halt 1956 március 8-án Mig 17 Pf géppel
- 1960. június 17-én a 933-as lajstrom számú MiG–17PF Kecskemét közelében lezuhant, Mezőfi István alezredes, pilóta életét vesztette.
- Földi éleslövészetről hazatérőben a 30-as lajstromú MiG–17F géppel üzemanyag kifogyás miatt Willing István szállt hasra Bokrospuszta–Kecskemét között. A gép sorsa (javítva/kivonva) ismeretlen. A Szovjetunió ezt a példányt is visszavásárolta.

Forrás:

## MiG–19
A Magyar Néphadsereg légierejében a típus PM változatát rendszeresítette (12 darabot), amelyek 1960–1973 között üzemeltek a taszári légibázison. Az üzemeltetés során 3 darab zuhant le.
- 1964. november 24-én a 35-ös lajstrom számú MiG–19PM Mesztegnyőnél lezuhant, Bognár Béla őrnagy, pilóta életét vesztette.
- 1968. november 19-én, éjszakai repülés során és irányítási hiba miatt, a 29-es lajstrom számú MiG–19PM Herendtől északra (8 km) a Bakonynak ütközött az Agusztin-tanyánál, Vass Zsigmond őrnagy (1940-1968) pilóta életét vesztette.
- 1970. szeptember 16-án a 38-as lajstrom számú MiG–19PM a Zselic felett rádiószondás léggömbbel ütközött, majd lezuhant. Bakó István százados pilóta katapultált, az esetről szóló visszaemlékezése az Aranysas című repülőlapban jelent meg.

Forrás:

## MiG–21
A típust három repülőezred repülte (a 31. Kapos Harcászati Repülőezred – Taszár, a 47. Pápa Harcászati Repülőezred – Pápa és az 59. Szentgyörgyi Dezső Harcászati Repülőezred – Kecskemét), üzemeltetésük során 74 db gép zuhant le. A 83 pilótából 51 fő katapultált sikeresen vagy hagyta el élve a gépet és 32 fő halt meg a típushoz fűződő repülőeseményekben.
A megsemmisült vagy súlyos sérülés miatt idő előtt selejtezett gépek és oldalszámaik:
- F–13 (29 db): 211, 213, 219, 223, 303, 304, 307, 309, 312, 802, 803, 804, 805, 807, 809, 815, 818, 901, 902, 904, 908, 910, 912, 2219, 2222, 2312, 2314, 2317, 2320. A hajózók közül 15 fő sikeresen katapultált, 14 fő repülőhalált halt.[8]
- PF (7 db): 406, 407, 502, 1511, 1513, 1515, 1604. A hajózók közül 5 fő sikeresen katapultált, 2 fő repülőhalált halt.
- MF (9 db): 4407, 4602, 4604, 8112, 9313, 9314, 9508, 9601, 9605. A hajózók közül 6 fő sikeresen katapultált, 3 fő repülőhalált halt.
- bisz – 75A (7 db): 3537 (sérülés után selejtezés, majd Szolnokra került), 3547, 3931, 3987, 4029, 4097, 4133. Minden hajózó sikeresen katapultált, ill. hagyta el a gépet.
- bisz – 75AP (13 db): 44, 45, 50, 52, 2001, 5321, 5705, 5809, 5822, 6207, 6224, 6264, 9207. A hajózók közül 10 fő sikeresen katapultált, 3 fő repülőhalált halt.
- U (3 db): 1516 (66–400), 4020 (66–600), 4116 (66–600). A hajózók közül 2 fő sikeresen katapultált, 4 fő repülőhalált halt.
- UM (6 db): 35, 0258, 0265, 3031, 0358, 5086. A hajózók közül 6 fő sikeresen katapultált, 6 fő repülőhalált halt.

Ezek:
- 1963.
  - május 16-án Kungyalu térségében lezuhant a 809-es oldalszámú MiG–21F–13, Kálmánchelyi László százados sikeresen katapultált. Gyorsítási útvonalon, 10 000 m magasságban a hajtómű leállt. Sikertelen légiindítás után 12 óra 12 perckor, 4000 m magasságban katapultált. A hajózó Kungyalu körzetében ért földet és súlyos gerincsérülést szenvedett, amely miatt letiltották a további repüléstől.
  - augusztus 12-én Nyárlőrinc mellett lezuhant a 904-es MiG–21F–13, Szucsák Imre százados meghalt. Szucsák Imre százados éjszakai feladatot repült, gyorsítási útvonalon a maximális sebesség elérését gyakorolta. A feladat során 10 000 m magasságban (feltehetően a hajtóműolaj kokszosodása miatti forgórész beékelődés miatt) hajtóműpompázs, majd hajtóműleállás következett be, a repülőgép kigyulladt. Megkísérelte a leszállást, majd a távoli irányadónál a repülésvezető parancsára kis magasságon (400–500 m) 23 óra 05 perckor katapultált, de mentőernyője nem lobbant be, így földhöz csapódva életét vesztette. A repülőgép megsemmisült.
- 1964.
  - február 5-én Pápán lezuhant a 223-as MiG–21F–13, Kozma András főhadnagy sikeresen katapultált. Egyenes bejövetel közben hóviharba került, mely következtében térbeli helyzetét elvesztette. A sebességcsökkenés miatt a repülőgép kormányozhatatlanná vált, ezért a hajózó 14 óra 05 perckor, 400 m magasságban katapultált. A repülőgép megsemmisült, a kár 16 millió forint.
  - február 12-én Pápán lezuhant a 213-as MiG–21F–13, Doba László őrnagy meghalt. Doba László őrnagy éjszaka, iskolakörön hirtelen időjárásromlás miatt (hóviharba került) a feladatot megszakította, és engedélyt kért 400 méterről a leszállásra. 22 óra 05 perckor Ugod-Homokbögöde körzetében a repülőgép becsapódott és a hajózó életét vesztette. A repülőgép megsemmisült, a kár 16 millió forint.
  - június 10-én Muraszombat mellett Jugoszláviában lezuhant a 219-es MiG–21F–13, Alker József főhadnagy sikeresen katapultált. Generátor meghibásodás miatt az akkumulátor lemerült. A megszűnt energia-ellátás miatt tájékozódását elvesztette, majd az üzemanyag elfogytával Jugoszlávia felett 20 óra 39 perckor katapultált. A repülőgép megsemmisült, a kár 16 millió forint.
  - július 14-én Cegléd és Abony között lezuhant a 912-es MiG–21F–13, Trencsényi József hadnagy meghalt. Aznap a második felszállását teljesítette, az LVHT-62 14/A feladatot, nappal jó időben való műszerrepülést. A repülőgép – a pilóta jelentése szerint – a kormányszervek meghibásodása miatt kormányozhatatlanná vált. A valóságos ok az volt, hogy a tudását meghaladó manőverbe kezdett – rácsapást végzett – amelyből a gépet már nem tudta kivenni, katapultálni nem mert. Eltorzított hangon jelentett valamit a repülésvezetőnek, aki a forgalmazást rosszul értette, így katapultálásra nem adott parancsot. A repülőgép 14 óra 05 perckor a földnek ütközött. A vizsgálat szerint a rácsapást volt osztálytársakból álló vasúti építőtáborra hajtotta végre. A visszahallgatott hangszalagokról többek úgy értették, hogy a repülőgép-vezető azt jelentette, hogy „Vegyetek fel a Pártba!”.
  - Ide kívánkozik Trencsényi József hadnagy katasztrófájáról egy újabb adalék, amelyet Nagy András mesélt: (A MiG-21 amúgy sem volt egy könnyen megbocsátó gép, de ha még műszaki hiba is súlyosbította a helyzetet... Az egykori szovjet oktatók szavajárása volt – nem kevés szarkazmussal – arra az esetre, ha a géppel nem megoldható helyzetbe kerültek hogy akkor nincs más hátra mint azt kérni: "Vegyetek fel a Pártba!" Az ilyen szólásokat természetesen átvették a hallgatók is. Tehát Trencsényi József a kormányokkal és a meghibásodott géppel reménytelenül birkózva mondhatta hajmeresztő humorral hogy "Vegyetek fel a Pártba!". Csak éppen nem azt értette alatta, amit a buzgó és érdemhajhász elöljárók a hősi halott pilóta emlékét nem kímélve belemagyaráztak! Egyébként én magam láttam Trencsényi József párttagsági könyvét – MIND A KETTŐT. Az egyiket halála után állítottak ki nagy csinnadrattával, a másikat még életében – amikor valóban belépett a Pártba.)
  - http://www.repulomuzeum.hu/Tikuldtetek/BereczkyArpad/BereczkyArpad.htm
- 1966.
  - március 1-jén Pápán baleset érte a 309-es MiG–21F–13-at, leselejtezték, Daday László könnyebb sérülést szenvedett. 9 óra 46 perckor, elemelkedésnél, 0,5 m magasságban a hajtómű fordulatszáma 70-75%-ra esett vissza. A repülőgépvezető a felszállást megszakította, a hajtóművet leállította. A repülőgép túlfutott a betonon, majd átvágódott. A repülőgép 100%-os selejt lett.
  - május 2-án Taszárról felszállva pompázs miatt lezuhant a 2312-es MiG–21F–13, Rigó Sándor őrnagy sikeresen katapultált. 900 m magasságban pompázs miatt leállt a hajtómű. A repülőgép-vezető 15 óra 58 perckor katapultált, Kéttornyúlak körzetében ért földet, mely során 8 napon belüli sérüléseket szenvedett.
  - május 20-án Bugacnál hajtóműleállás miatt lezuhant a 2219-es MiG–21F–13, Hamar Károly őrnagy sikeresen katapultált. Gyorsítási feladat közben helytelen üzemeltetés és figyelemmegosztás miatt bonyolult helyzetbe került, a repülőgép önpörgésbe kezdett. A hajtómű leállt, a repülőgép-vezető 01 óra 04 perckor katapultált és Bugac körzetében, a Móricgáti-tanya közelében ért földet.
  - június 23-án Pápáról felszállva, Magyarkeresztúrnál lezuhant a 307-es MiG–21F–13, Kiss Zoltán főhadnagy meghalt. Elfogási feladat után a célgéphez felzárkózott és két emelkedő orsó után fél leborítást hajtott végre kb. 1500 m magasságról. A repülőgépet a manőverből nem tudta kivenni és 9 óra 50 perckor, 500 m magasságon katapultált, de az ernyő biztos kinyílásához a magasság túl kevés, a zuhanás szöge és sebessége viszont túl nagy volt. A repülőgép-vezető a földnek ütközött és életét vesztette, a repülőgép kb. 80 fokos szögben a földbe csapódott.
  - szeptember 13-án Pápáról felszállva, Felpécnél lezuhant a 303-as MiG–21F–13, Sugár Lajos főhadnagy meghalt. Első önálló, éjszakai repülése során zivatarfelhőbe repült az iskolakör 3-4. fordulójánál. Ennek következtében térbeli helyzetét elvesztette, majd 20 óra 07 perckor meredek szögben a földbe csapódott. A repülésvezető Rigó Sándor volt.
- 1967.
  - május 11-én Kecskeméten lezuhant a 910-es MiG–21F–13, Lunacsek István százados meghalt. Éjszakai repülés során, üzemképtelenné vált hidraulika rendszer miatt a futóművet vészrendszerrel nyitotta. Az első bejövetelt laposabban 360 km/h sebességgel hajtotta végre a repülésvezető (Vida Fábián alez.) parancsára. A leszállásirányító (Szepesi József alez.) átstartoltatta. Az ismételt bejövetelkor újból laposan siklott, változó profillal és hajtómű fordulatszámmal. A repülésvezető parancsára a leszállópálya küszöb előtt 500 m-re a fordulatszámot csökkentette, így a repülőgép megsüllyedt és 23 óra 12 perckor fának illetve a repülőtér kerítésének és oszlopának ütközött, majd nagy állásszöggel a földnek csapódott és elugrott. A repülőgép a levegőben kettévált és a beton előtt ért földet háthelyzetben, majd azonnal kigyulladt. A repülőgép-vezető nem kísérelt meg katapultálást.
  - augusztus 18-án Balatonkilitinél lezuhant a 2222-es MiG–21F–13, Némethy Gábor főhadnagy sikeresen katapultált. Balatonkilitiről való felszállás után, a forszázs üzemanyagvezeték sérülése miatt a repülőgép kigyulladt.17 óra 20 perckor katapultálást hajtott végre, könnyebb sérülést szenvedett.
  - augusztus 31-én Pápán felszállás közben, 200 km/h-s sebesség mellett a bal főfutó gumiabroncsa kidurrant, a szétrepülő acéldarabok (feltehetőleg a felnié) az üzemanyagtartálynak nekicsapódva, beszakítva kigyújtották a 818-as MiG–21F–13-at. A pilóta, Medzibrodszky Ferenc főhadnagy a futópályáról kisodródva megállította azt, majd épségben kiszállt a gépből. A gép teljesen kiégett, egyedül a hajtómű titánötvözetei maradtak épségben.[9]
  - szeptember 7-én Pápán lezuhant a 805-ös MiG–21F–13, pilótája Probocskai Zoltán százados. 11 óra 32 perckor, leszálláshoz való bejövetelnél elfelejtette a futóművet kiengedni. A repülésvezető-helyettes ezt a repülőgép 30 m magasságán észlelte és azt tovább küldte. A hajtómű nem vette fel a fordulatot, a repülőgép pedig a betonon csúszva az ATU-ban állt meg és kigyulladt. A tüzet sikerült eloltani, de a repülőgép nem javítható sérüléseket szerzett.
  - október 5-én Pápáról felszállva, Városlődnél lezuhant a 804-es MiG–21F–13, Képes József főhadnagy meghalt. Leszálló irányon, felhőben elvesztette térbeli helyzetét. 14 óra 44 perckor, kis magasságon, későn katapultált, emiatt ejtőernyője nem nyílt ki. Az esemény oka ismeretlen.
  - december 21-én Nagytőkénél lezuhant a 815-ös MiG–21F–13, Kurilla Tibor őrnagy meghalt. Éjszakai feladat során, leszállóirányra fordulva ismeretlen ok miatt a repülőgép kb. 15 fokos szögben lezuhant. Feltehető ok: rosszul lett.
- 1968.
  - január 30-án Kecskeméten lezuhant a 407-es MiG–21PF, Kóró István őrnagy meghalt. Kecskeméten átvételi berepülést végzett, amikor emelkedő fordulóban a repülőgép szívócsatornájában pompázs lépett fel. A hajtóművet nem állította le, emiatt a turbinalapátok elégtek és a hajtómű leállt. Sikertelen légi indítás után a pilóta katapultált, de a KAP-3 mentőernyő zsinórját nem rögzítették az üléshez, ennek következtében a rendszer nem működött, 15 óra 55 perckor földhöz csapódott és életét vesztette.
  - március 12-én Taszáron lezuhant a 2317-es MiG–21F–13, Ötvös Péter főhadnagy meghalt. Elfogási feladatra szállt fel géppárban. Lefelé történő felhőáttörés közben térbeli helyzetét elvesztette, 11 óra 00 perckor repülőgépe közel függőlegesen vágódott egy vasúti töltés mellé.Ok: módszertelen feladattervezés.
  - április 22-én Taszáron lezuhant a 1513-as MiG–21PF, Répási Boldizsár őrnagy sikeresen katapultált. Javítás utáni berepüléskor a főfutók nem jöttek ki, a központi test 100%-ra tért ki. Az orrfutót nem tudta kiengedni, a Mach-kúpot viszont behúzni, így 300 l üzemanyag-maradéknál 16 óra 00 perckor parancsra katapultált. Ok: műszaki technológia megsértése.
  - május 16-án GarasnyicánálJugoszláviában lezuhant a 803-as MiG–21F–13, Gyenei László főhadnagy sikeresen katapultált. Elfogási feladatra szállt fel, mely végrehajtása során eltévedt. A tüzelőanyag kifogyása után Jugoszlávia felett katapultált. Az esemény oka a repülőgép-vezető és a hadműveleti rávezetőtiszt helytelen tevékenysége volt.
  - augusztus 17-én Sárpilisnél lezuhant a 2314-es MiG–21F–13, Dusa János főhadnagy sikeresen katapultált. 1200 m magasságon, 900 km/h sebességnél leállt a hajtómű. Ugrás manőver, majd sikertelen légiindítás után 07 óra 38 perckor, 600 m magasságon parancsra katapultált.
  - október 17-én Taszárról felszállva, Cserénfánál lezuhant a 1511-es MiG–21PF, Balogh Miklós őrnagy sikeresen katapultált. Éjszakai repülés végrehajtásakor a repülőgép áramellátása megszűnt, majd az akkumulátor felrobbant. A repülőgép-vezető 22 óra 43 perckor katapultált.
- 1969.
  - március 8-án Pápán a 4116-os oldalszámú MiG–21U repülőgépen a Távoli Irányadó (TIRA) átrepülése után, a leszállóirányon a gázkart légi alapgázra tették, de a késve növelt fordulat miatt a repülőgép a küszöb előtt kb. 600 méterrel, 08 óra 57 perckor ért földet, majd átvágódott. Aranyosi Imre alezredes és Bán János százados sértetlenül(!) megúszták a balesetet, de a gép megsemmisült.
  - május 10-én Pápáról felszállva, a reptértől déli irányban 6 km-re lezuhant a 304-es MiG–21F–13, Medzibrodszky Ferenc százados sikeresen katapultált. A pilóta bonyolult időjárási viszonyok között nagy magasságú éjszakai elfogási feladatra indult. A felszállást követően 200 m magasságban a repülőgép kigyulladt, az utánégető kikapcsolása után fokozatosan emelkedett 15 fokos szögben. 2000 m-en vette észre, hogy a gép nem reagál a botkormány mozdulataira. Az esemény jelentése után a repülésvezető katapultálási parancsot adott ki. A pilóta felkészülve, 2500 m magasságban 600 km/h-s sebességgel lakatlan terület felett indította a katapultálási folyamatot 01 óra 05 perckor, a gép a kabhegyi tévétoronytól északra, 6 km-re zuhant le. Helytállásáért az Országos Légvédelmi Parancsnokság dicséretben részesítette. Ok: a forszázs üzemanyagcső tömítetlensége miatt az üzemanyag meggyulladt és a stabilizátor vezérlőrudazatát átégette.[10]
  - június 5-én Kecskemétről felszállva, Kislődnél lezuhant a 2320-as MiG–21F–13, Bodonyi György őrnagy sikeresen katapultált. Leszálló irányra fordulás közben az orr-rész felől durranást hallott, majd lángnyelv lövellt előre. A repülőgép-vezető sikertelen légiindítás után 14 óra 00 perckor katapultált. Könnyű sérülést szenvedett. Ok: hajtómű-forgórész összeékelődés, gyári szerelési hiba.
  - július 17-én Kecskemétről felszállva, Sárszentlőrincnél lezuhant a 901-es MiG–21F–13, Rákosi Pál főhadnagy sikeresen katapultált. Kis magasságú cél támadásakor a repülőgép önpörgésbe kezdett, melyet a repülőgép-vezető nem tudott megszüntetni, emiatt 12 óra 50 perckor katapultált. A katapultálás során súlyos gerincsérülést szenvedett.
  - július 31-én Kunmadarasnál lezuhant a 908-as MiG–21F–13, Varga Sándor őrnagy sikeresen katapultált. Razgon pályán, 10 000 m magasságon a hajtómű olajnyomása 0-ra esett, majd 6800 m-en hazavezető irányon a hajtómű is leállt. A repülőgépvezető sikertelen légiindítás után 19 óra 48 perckor katapultált. Ok: csapágy beékelődés olajhiány miatt.
- 1970.
  - szeptember 26-án Zagyvarékasnál lezuhant a 802-es MiG–21F–13, Schadl György alezredes sikeresen katapultált. Kecskemétről való felszállás után, 2500 m magasságban a hajtómű membránszakadás miatt leállt. Sikertelen légiindítás után a hajózó 11 óra 02 perckor katapultált.
- 1971.
  - április 23-án Taszárról felszállva, Harkakötönynél lezuhant a 1604-es MiG–21PF, Parragh József őrnagy sikeresen katapultált. A repülőgép-vezető kiképzési szintjét meghaladó időjárási viszonyok között bonyolult helyzetbe került. Térbeli helyzetét nem tudta helyreállítani és 10 óra 00 perckor katapultált.
  - szeptember 2-án Taszárról felszállva, Kamut-Várpalotánál lezuhant a 211-es MiG–21F–13, Ladányi Mihály főhadnagy meghalt. A hajózó sztratoszféra repülés közben, 13000 m magasságon, oxigénhiány miatt valószínűleg rosszul lett. A repülőgép intenzív zuhanásba ment át és annyira begyorsult, hogy a nagy sebesség miatt szétrobbant.
  - szeptember 9-én Taszárról felszállva, Kazsoknál lezuhant a 312-es MiG–21F–13, Kramaszta László főhadnagy meghalt. HM-szemle során készültségből riasztották, nem sokkal később a rádióösszeköttetés megszakadt.Az ARU-3V berendezés meghibásodott és nem állt át kiskar üzemmódra, emiatt a repülőgép-vezető a gépet nem tudta kivenni a fellépő lengésekből. A gép Kazsok község DNY-i szélénél meredek szögben becsapódott.
- 1972.
  - április 6-án Kecskemétről felszállva, Városföldnél lezuhant a 1516-os kétüléses MiG–21U, Takács István alezredes és Zátonyi Gyula százados meghalt. Lőkör bemutatóra szálltak fel, a harmadik forduló helyén ismeretlen okból földnek ütköztek.
  - október 3-án Nyárlőrinc és a TIRA között lezuhant a 902-es MiG–21F–13, Sütöri László alezredes sikeresen katapultált. Egyenes bejövetelben, besiklás közben, 300–400 m magasságban a fülnyomás kiegyenlítésére valsalvázott, ezt követően látás- és egyensúlyzavarok miatt alacsony magasságon katapultált. A repülőgép kiengedett futóművel és fékszárnnyal szabályosan leszállt egy kukoricaföldre, ahol kitörött az egyik főfutó, majd az orrfutó is. Az orra esett repülőgép hajtóművét a beszívott homok elfojtotta.
- 1975.
  - május 15-én a Mezőkövesd-Klementínai futópályáról szállt fel, majd a Mátrában, a Parádot Galyatetővel összekötő főútvonalra zuhant a 807-es MiG–21F–13, Balázs János százados meghalt. Géppár légiharc-feladatra szállt fel Mezőkövesdről.[11] A légiharc közben erősen túldöntött, nagy túlterhelésű manővert hajtott végre, mely következtében a repülőgép intenzív süllyedésbe ment át, elvesztette sebességét és lezuhant. Balázs százados megkísérelte a katapultálást 70–80 m magasságról, de erre a repülőgép helyzete és magassága nem biztosította a szükséges feltételeket, ejtőernyője nem tudott teljesen kinyílni és a repülőgép-vezető fának ütközött.
  - december 18-án Taszárról felszállva, Gödrenél lezuhant a 8112-es MiG–21MF, Talán László százados sikeresen katapultált. Déli leszállóirányon a hajtómű leállt. A repülőgép-vezető 09 óra 40 perckor katapultált.
- 1976.
  - augusztus 3-án Taszáron lezuhant a 4133-as MiG–21bisz (75A), Lupták Gyula főhadnagy sikeresen katapultált. A lőkör 4. fordulójában bonyolult helyzetbe került és katapultált. A repülőgép-vezető súlyosan sérült, a VII: és a IX: gerinccsigolyája eltört.
  - szeptember 25-én Mesterinél lezuhant a 9508-as MiG–21MF, Halász Miklós főhadnagy sikeresen katapultált. Műrepülés közben bonyolult helyzetbe került és 13 óra 10 perckor katapultált.
- 1977.
  - január 18-án Pápáról felszállva, Kenyerinél lezuhant a 9313-as MiG–21MF, Karsai Sándor alezredes sikeresen katapultált. A futó elektronikai rendszerének hibája miatt a bal futó nem jött ki. A repülőgép-vezető 15 óra 52 perckor katapultált. Ok: a futó kinti helyzetlámpái nem világítottak.
  - július 13-án Kecskeméten lezuhant a 4407-es MiG–21MF, Varsányi Mihály őrnagy leszállás közben sikeresen katapultált.[12] A pilóta az MF-re való típusátképzés során első éjszakai leszállását hajtotta végre és feltehetően a trimm-mechanizmus rendellenes működése okozta a repülőeseményt. 22 óra 13 perckor, nagy sebességgel, durván ért földet. A repülőgép földetérés után kb. 6–8 m magasra pattant el, majd visszazuhant a betonra. A földet érés olyan intenzív volt, hogy a repülőgép nem javítható sérüléseket szerzett. A repülőgép végül az ATU-ban állt meg. A törzskeretek deformálódtak, a törzs megroggyant.
  - december 13-án Komlónál lezuhant a 5705-es MiG–21bisz (75AP), Pincés János főhadnagy sikeresen katapultált. Repülőgép-vezetői fegyelmezetlenség miatt orsózás közben bonyolult helyzetbe került és 13 óra 02 perckor katapultált.
- 1978.
  - június 27-én Kecskemétről felszállva, Nagykőrös és Kocsér között lezuhant a 4604-es MiG–21MF, Juhász Lajos őrnagy meghalt. Éjszakai légtérgyakorlatot hajtott végre, amikor -a feltételezések szerint- rosszul lett és repülőgépe nagy sebességgel, lapos szögben a földbe csapódott.
  - szeptember 6-án a krasznodári főiskolán, Pakodi István(21) hallgató a 86-os oldalszámú MiG–21PFM repülőgéppel légtérből történő besorolás után, hosszú falról – az akkumulátor felrobbanása után – egyből a negyedik fordulóra fordult és megpróbált leszállni (orrkúp kinti, GSF teljesen nyitva helyzetben). Katapultálási parancsot kapott, de a rádió sem működött. A közeli irányadó előtt 150 méterre csapódott be a gép. A pilóta életét vesztette.
- 1979.
  - október 2-án Kecskeméten leszálláskor lezuhant az 5086-os MiG–21UM, Sárkány László őrnagy és Domonkos István százados sikeresen katapultált. Leszálló irányon pompázs miatt a turbinalapátok leégtek, a hajtómű leállt, majd a hajózók katapultáltak.[13]
- 1980.
  - április 10-én Taszárról felszállva, Szigetvárnál lezuhant a 1515-ös MiG–21PF, Renn István főhadnagy meghalt. Renn István főhadnagy kiképzési repülés közben, géppár-géppár elleni légiharc gyakorlásakor repüléstechnikai hibát vétett és bonyolult helyzetbe került. A repülőgép átesett, a repülőgép-vezető későn katapultált.
  - november 11-én Pápán éjszaka nekifutás közben túlfutott a felszállópályán, vasúti töltésnek ütközött és elégett a 6224-es MiG–21bisz (75AP), Gál Péter őrnagy a megállást követően (katapultálás nélkül) sértetlenül hagyta el a félig átfordult repülőgépet. A forszázs üzemanyagcső-törése miatt a hajtómű pulzálni kezdett, a repülőgép-vezető a felszállást későn szakította meg. 18 óra 57 perckor repülőgép lefutott a betonról, átszakította az ATU-t és vasúti töltésnek ütközött. A repülőgép-vezető az ülés piropatronjával robbantotta le a kabintetőt.
- 1981.
  - április 7-én Taszáron balesetet szenvedett a 406-os oldalszámú MiG–21PF. Leszállás közben a leszálló irányon bonyolult helyzet alakult ki (egyszerre több gép is landolni készült), ami a pilóta figyelmét elvonta és elfelejtett futót nyitni. A füves kényszerleszálló-mezőn hasra tette a gépet 17 óra 30 perckor. Vanyó „Zsora” István főhadnagynak sérülése nem volt, de a gépet selejtezni kellett.
A gépet ezek után Szolnokon a Repülő Műszaki Főiskolán oktatási célokra használták, majd 1999-ben a múzeumba került. A gép teljesen „ki van belezve”, nagyon sok borítólemeze hiányzik. 2008-ban elvontatták a múzeumból, majd várhatóan szétbontják és bezúzzák.
  - június 9-én Pápán lezuhant a 3987-es MiG–21bisz (75A), Wenger Árpád százados sikeresen katapultált. Kiképzési repülésre szállt fel. A repülőgép hajtóműve turbinalapát-szakadás miatt leállt, a hidraulikaolaj elfolyt. A repülőgép-vezető sikertelen légiindítás után a kormányozhatatlan repülőgépből 12 óra 25 perckor katapultált.
  - július 7-én Ausztriában, Mosontarcsa térségében egy uborkaföldre zuhant az 52-es MiG–21bisz (75AP), Mészáros István hadnagy sikeresen katapultált. Nappali készültségi szolgálatból riasztották, teljes fegyverzettel (4 db rakéta) és póttartállyal hajtotta végre a felszállást. A cél egy osztrák túrarepülőgép volt, amely kb. 30 km mélységben repült be magyar területre. A kisgép pilótája folyamatos irányváltoztatásokkal próbálta az igazoltatást megkezdő vadászrepülőgépet "lerázni". A határ közeledtével a megosztott figyelem és koncentráció következtében a hajózó nem vette észre, hogy a repülőgép sebessége lecsökkent, emiatt a gép 600 m magasságból hirtelen süllyedésbe ment át. A kis sebesség miatt a kormányok kis hatásfokkal működtek, a gép nehezen volt irányítható. A bonyolult helyzetből 11 óra 44 perckor katapultált osztrák területen. Az uborkaföldön dolgozó házaspár mellett 5 méterre esett le a repülőgép kabinteteje. Az ejtőernyőn ereszkedő hajózót bombának vélték. Földetérése után a közeli építkezésen és a földeken dolgozók siettek segítségére. Günther S. megkérdezte a pilótát hogy megsérült-e, állítása szerint nem. Johann H. kérdésére, hogy orosz-e a hajózó azt válaszolta: magyar vagyok (Ich Ungar). A repülőgép-vezető gerincsérülés és egyéb okok miatt később abbahagyta a repülést.
  - augusztus 27-én Taszáron lezuhant a 4029-es MiG–21bisz (75A), Hóbor Tibor hadnagy sikeresen katapultált. 12 óra 24 perckor, leszállás közben a repülőgép nagy sebességgel a betonról lefutott. A repülőgép súlyosan sérült.
  - október 13-án Taszáron lezuhant a 9207-es MiG–21bisz (75AP), Elek László százados sikeresen katapultált. Gyakorlórepülést hajtott végre. Leszálláskor a futónyitás után a jobb oldali futóműgondolából kiesett a kompresszor borítólemez. Emiatt a szívócsatornában pompázs keletkezett és 19 óra 15 perckor a hajtómű leállt. Az alacsony repülési magasság miatt már nem volt lehetőség légiindításra. A repülőgép-vezető azonnal katapultált.
- 1982.
  - február 9-én Pápáról felszállva, Szany mellett célgépként repülve légörvénybe került és lezuhant a 4020-as kétüléses MiG–21U, Freund Károly őrnagy és Korzicska Róbert főhadnagy meghalt. A hajózók földközeli célelfogási gyakorlatot hajtottak végre. A feladat közben kb. 100 m magasságban belerepültek a célgép gázsugarába, korrigálni már nem tudtak, a repülőgép átesett és 11 óra 42 perckor a földbe csapódott.
- 1983.
  - január 28-án Kecskeméten lezuhant a 0358-as kétüléses MiG–21UM, Decsov Zoltán alezredes és Bazsika Tamás százados meghalt. Műrepülés közben a manővert alacsonyan fejezték be, a repülőgépet túlhúzták, amely átesett és 12 óra 16 perckor földnek ütközött. A repülőgép-vezetők nem kíséreltek meg katapultálást.
  - július 7-én Pápáról felszállva, Kenyerinél 6207-ös bisz(75AP) összeütközött a 4097-el MiG–21bisz (75A). 4097-tel repülő Helembai László főhadnagy és a 6207-tel repülő Deme István hadnagy is sikeresen katapultált. Légiharc géppár kötelék repülés közben, a 6207-tel repülő Deme István hadnagy elvesztette géppárját a 4097-tel repülő Helembai László főhadnagyot. Hátulról oldalról a 6207-el repülő Deme nekiütközött a 4097-nek. Deme István hadnagy 14 óra 14 perckor, 4000 m magasságban katapultált. Helembai László főhadnagy 14 óra 14 perckor katapultálást akart végrehajtani, azonban a gép deformációja miatt a kabintető megszorult és a katapultálási folyamat nem indult el. Kis magasságon (kb. 800 m), kézi vezérléssel eldobta a kabintetőt majd a katapult meghúzásával katapultálás sikeresen lezajlott.
- 1984.
  - március 1-jén Taszáron lezuhant az 5321-es MiG–21bisz (75A), Széles Béla százados meghalt. Földi célokra történő lövészeti feladat végrehajtása közben, a második rácsapásnál valószínűleg túlhúzta a repülőgépet, amely kritikus állásszögre került. A bonyolult helyzetből való kivétel során 11 óra 31 perckor földbe csapódott.
  - április 12-én Ihásznál lezuhant a 44-es MiG–21bisz (75AP), Pető István főhadnagy sikeresen katapultált. Felszállás végrehajtása után kb. 300 m magasságon a repülőgép hajtóműve leállt. A repülőgép intenzíven vesztett a sebességéből és magasságából. A hajózó a bonyolult időjárási viszonyok és az alacsony felhőalap miatt nem tudta azonosítani pozícióját és feltételezte, hogy éppen Takácsi község felett van. Ezért bal süllyedő fordulót kezdett, majd kibukkant a felhőből. Ekkor a gép Ihászi község felé repült, ezért helyesbített és 10 óra 36 perckor sikeres katapultálást hajtott végre. Sáros szántóföldön ért földet, amely valamennyire fékezte a földetérést. A későbbi vizsgálat megállapította, hogy a katapult-rendszer az adott repülési paramétereknél elvileg már nem biztosította volna a katapultálás biztonságos végrehajtását. Ok: az NDK-ban előzőleg nagyjavított hajtómű meghibásodása.
  - május 16-án megsérült a 3537-es MiG–21bisz (75A), Szabó László főhadnagy sikeresen elhagyta. Selejtezés után Szolnokra, a Magyar Repüléstörténeti Múzeum Tanhangárába került. 16 óra 26 perckor, Kenyeri hadműveleti repülőtéren, behúzott fékszárnyakkal, helytelen bejövetel miatt a leszálló iránytól 8 fokos eltéréssel, nagy sebességgel a pályán kívül szállt le.Kifutás közben a repülőgép erdősávon haladt át és egy facsoportba gurult, mely következtében a repülőgép orr-részének jobb oldala, kb. kétméteres hosszon felszakadt. A jobb szárny belépőéle a két fegyvertartó sín között kb. fél méteres mélységben, a hajtómű pedig a beszívott forgács és fadarabok miatt megsérült. A megerősített törzskeretek épek maradtak, szintezésnél sem találtak deformációra utaló jelet, de a repülőgép selejtezésre került és földi oktatási segédlet lett belőle Szolnokon.
  - június 5-én Kecskeméten a 4602-es MiG–21MF összeütközött a 9314-es MF-el. A 4602-vel repülő Kádár Béla százados meghalt, Vadas Jenő százados sikeresen katapultált a 9314-ből. Légiharcgyakorlat befejezésekor szoros jobb lépcső rajkötelékben a kötelék oszolj parancsot hajtott végre. A repülőtér légterében a kifordulást jobb iskolakörre Vadas Jenő százados kezdte meg elsőként. Kádár Béla százados fordult másodiknak, de gépét nekihúzta Vadas százados gépének, amelynek 12 óra 07 perckor alulról nekiütközött. Az ütközés következtében Kádár Béla százados repülőgépe kettétört. Vadas Jenő százados katapultált, Kádár Béla százados azonban a gépével együtt lezuhant és életét vesztette.
  - október 16-án Taszáron madárrajjal ütközött a 0258-as kétüléses MiG–21UM, majd lezuhant. Nagy Antal őrnagy meghalt, Bocsi József főhadnagy sikeresen katapultált. A repülőgép a besiklás végső fázisában vadliba csapattal ütközött. Ennek következtében a hajtómű leállt. A hajózók katapultáltak, azonban Nagy Antal őrnagy ülése egy domb felett jött ki a gépből, és ezért a magassága kevés volt. A mentőernyő nem tudott belobbanni, így az őrnagy földhöz csapódott és életét vesztette.
- 1985.
  - július 25-én Nagykőrösnél lezuhant a 9601-es MiG–21MF, Horváth Zsolt hadnagy sikeresen katapultált. Az orrfutó a bal áramvonalazó lemezzel összeakadva beékelődött. Mire az akadályt a repülőgépvezető el tudta hárítani, a tüzelőanyagból csak 200 l maradék maradt. 9 óra 43 perckor a repülésvezető parancsára sikeresen katapultált.
- 1986.
  - március 25-én Taszáron lezuhant az 502-es MiG–21PF, Várhelyi Gyula alezredes sikeresen katapultált. Várhelyi alezredes esti feladatra szállt fel, amikor elemelkedés után szinte azonnal a repülőgép hajtóműve leállt. A repülőgépvezető katapultálást hajtott végre, mely során a könyökén szilánkos törést szenvedett. A repülőgép a futópályától 1200 m-re csapódott be és megsemmisült. A vizsgálat megállapította, hogy a katapultrendszer határértéken túl, előírásszerűen működött.
  - július 17-én Kecskeméten, felszállás után lezuhant a 0265-ös kétüléses MiG–21UM. Brückner Miklós alezredes és Acsai György százados meghalt. Időjárás felderítésre szálltak fel. A felszállás közben -ismeretlen okból- kb. 25 m magasságban félorsót hajtottak végre, majd a földnek ütköztek. A hajózok megkísérelték a katapultálást, de a gép a hátára fordulva fúródott a földbe, a katapultálásnak jelentősége nem volt.
- 1988.
  - május 6-án Pápán lezuhant a 35-ös kétüléses MiG–21UM. Csapó Dénes százados és Szucsán András hadnagy sikeresen katapultált. Felszállás végrehajtása után nem sokkal a repülőgép hajtóműve 200 méter magasságban, az utánégető(forszázs) kikapcsolásakor leállt. A kivizsgálás megállapította, hogy az utánégető kikapcsolásakor a hajtómű forgórészei összeékelődtek, ami a hajtómű azonnali leállásához vezetett. A fedélzeti adatrögzítő (SZARPP-12), a meghibásodás kezdetétől 3 másodperc múlva leállt. A kivizsgálás nem adott választ arra a kérdésre, hogy ez a fedélzeten bekövetkező robbanás-, vagy a repülőgép földbe csapódásának következtében történt. A repülőgép-vezetőknek ez a 3 másodperc állt rendelkezésre a katapultálásra, amit Szucsán András hadnagy sikeresen végrehajtott. A katapultálást mindkét hajózó sérülés nélkül túlélte, a repülőgép mezőgazdasági területre zuhant és megsemmisült.
  - június 10-én Taszáron lezuhant a 2001-es MiG–21bisz (75AP), Simári Zoltán hadnagy sikeresen katapultált. Műrepülési feladatra szállt fel, amikor repüléstechnikai hibát vétve a repülőgépet túlhúzta, amely átesett és lezuhant. A repülőgépvezető sikeresen katapultált.
  - augusztus 19-én Pápáról felszállva, Kenyerinél lezuhant a 45-ös MiG–21bisz (75AP), Sulyok Pál százados meghalt. Sulyok Pál százados részére a kifutópályán, felszállás előtt szabtak új feladatot, amelyre előzőleg nem volt felkészülve, Földközeli magasságban történő repülést hajtott végre, melyet nehezítettek a terepviszonyok. A feladat végrehajtása közben a repülőgép lapos szögben a földhöz csapódott, majd elemelkedett és kb. 300 m-t repült, majd ismét becsapódott, felrobbant és elégett. A hajózó kirepült a roncsból és életét vesztette.
- 1989.
  - március 14-én Taszárról felszállva, a 3547-es MiG–21bisz (75A) Báta közelében összeütközött a 3931-es bisz-el (75A). A 3547-tel repülő Sipos Kálmán alezredes és a 3931-gyel repülő Gőgös Ottó ezredes is sikeresen katapultált. Éjszakai géppárrepülést hajtottak végre, amikor a repülőgépek a helycsere során összecsúsztak. Sipos Kálmán alezredes feladatát megszakította és visszarepült Taszárra. A sebesség csökkentésekor, valamint futónyitáskor a repülőgép instabillá vált, ezért a repülőgépvezető katapultálás mellett döntött. A repülőgép egy horgásztóba zuhant. Gőgös Ottó ezredes azonnal katapultált.[14]
- 1990.
  - június 29-én Komlónál lezuhant az 5809-es MiG–21bisz (75AP), Kilián Nándor főhadnagy sikeresen katapultált. Két gép szállt fel a taszári repülőtérről gép-gép elleni légiharc gyakorlásának céljából. A vezérgépet Somogyi Nándor főhadnagy vezette, ő volt a célgép is, hívójele 142. Kilián Nándor fhdgy. a kötelékben kísérőként repült, hívójele 803, a gyakorlat száma VHT–75/47/1. Géppárban szálltak fel, a feladat végrehajtására a 2. számú légteret kapták meg. Az időjárás kissé bonyolult volt, 500–600 m-es felhőalappal, teteje 2800–3000 m, mennyisége 6-7 tized. Az előírt irányon és magasságon – a cél általi engedélyezés után – megkezdődött az elfogás. Az első vízszintes nyolcas során 4 támadást hajtott végre: egy-egy irányított rakéta indításának imitálását és egy-egy gépágyú-fotólövészetet. A céltávolság 200–300 m volt. A második támadás során utánégetős jobb fordulóban a céltól kb. 800 m-re, 3400 m-es magasságban Kilián „egy közepes hangszínű, erős csattanást” hallott a gép farokrészéből, majd ezzel „egy időben egyetlen, de erős ütést” érzett az oldalkormány pedáljain. Pár másodperc múlva látta a „SZORC” lámpa villogását, majd a „T–10”-es tablón a „Tűz” feliratot világítani. A kiáramló gáz hőmérője 450-460 ℃ mutatott. A pilóta befejezte a bedöntést, vízszintes helyzetben kikapcsolta a „fáklyát”, a gázkart tovább hátra húzva a fordulatszámjelzőn észlelte, hogy a hajtómű követi a kar mozgását, rendellenességet nem tapasztalt a működésben. Belenézve a periszkópba, füstöt, lángot nem, viszont a függőleges vezérsík jobb oldalán kisebb kidudorodást látott. A rádiójelentést követően a periszkópba belenézve már látta a lángokat, melyek a függőleges vezérsík 1/3-áig felértek. Helyi idő szerint 14:39:30-kor „142 itt 803. START, világít a „POZSAR” lámpán, a hőmérséklet 450. Tűz van, katapultálok” rádióüzenetet küldte. A „START” (a torony) engedélyezte, majd 15 másodperccel később, az újbóli jelentésnél elhangzott a kétszeri „803 katapultáljon, 803 katapultáljon!” parancssor. Kilián az 1500-2000 liternyi kerozin felrobbanásától tartva megkezdte a katapultálást. Alattuk nem észleltek lakott területet. Az ernyőn függve megbizonyosodott, hogy ég a gép, amit a vezérgép is jelentett rádión. Az erős É–ÉNY-i szél elsodorta és egy búzatáblában ért földet, melyet követően bekapcsolta a vészjeladót, majd a felfújható antennát. Az ernyőkupolát szétterítve a táblán előkészítette a katapultülésben található NAZ-túlélőkészletet. Egy közelben dolgozó férfi segítségével fel akarta vinni a felszerelést a közeli dombtetőre, de ekkor feltűnt a Mi–8-as mentőhelikopter. Ez rádióhívásra nem válaszolt, így kézjelekkel kommunikálva leszálltak és megkezdték a mentést. A katapultálás után 30-40 perccel Kiliánt a mentőhelikopter a kecskeméti ROVKI-ba (Repülőorvosi Vizsgáló és Kutatóintézet) szállította. A vizsgálóbizottság a roncs darabjainak összegyűjtése után kielemezve azokat, illetve a pilóta jelentése és a szemtanúk leírása alapján megállapította, hogy műszaki hiba okozta a repülőeseményt. A hidraulikarendszer tömítetlensége (tömítéseinek tönkremenetele) és az abból következő folyadékszivárgás és égés, majd hajtómű-kigyulladás okozta a gépvesztést, melyet az „objektív kontroll berendezés (SZARP)” által kimutatott folyamatos nyomáscsökkenés és a roncsból kinyert alkatrészek bizonyítottak.[15]
- 1991.
  - augusztus 22-én Gyermely (más forrás szerint Zsámbék) mellett lezuhant az 50-es MiG–21bisz (75AP), Groszmann István főhadnagy meghalt. Alacsony magasságon végrehajtott feladat során a repülőgép földnek ütközött. Más adatok szerint a repülőgépnek letört a stabilizátora, de ezt nem hozták nyilvánosságra.
  - szeptember 12-én a Kecskeméti repülőtér munkaterületén belül lezuhant a 9605-ös MiG–21MF, Horváth Sándor őrnagy meghalt. 1991-es taszári repülőnapra készült egyéni műrepülő programmal. A felkészítő-gyakorló repülés során alacsony magasságú áthúzás utáni felvételkor tévedésből törzsféklapot nyitott. A törzsféklap nyitása után a gép elvesztette sebességét és lezuhant. Repüléstechnikai hiba, műszaki problémára utaló jel nem volt. A hajózó nem kísérelt meg katapultálást.
- 1994.
  - június 1-jén Ajka-Padragkútnál lezuhant a 3031-es kétüléses MiG–21UM. Kristóf Tamás őrnagy sikeresen katapultált, Gődér Béla főhadnagy meghalt.[16] Kristóf Tamás őrnagy és Gődér Béla főhadnagy sötétedési időszakban szálltak fel, és a légtérben veszélyes aerodinamikai helyzetbe kerültek, ami nagyon gyors lefolyású volt. A repülőgép elvesztette sebességét és átesett. A hajózók megkísérelték a katapultálást, ami azonban a rövid reakcióidő, a katapultálás sorrendisége és egyéb körülmények miatt az első ülésben ülő Gődér főhadnagynak már nem sikerült, a mentőernyője már nem tudott kinyílni, és egy fának csapódott.
- 1996.
  - április 25-én Pápán a 6264-es oldalszámú gép, durva leszállás következtében javítható sérülést szenvedett a törzs-orr részen, az orrfutón valamint a lokátoron, de pénzhiány miatt a gépet selejtezték. A hajózó Gerics János százados volt. A gépet sosem állították helyre, évekig állt orrkúp ill. az alatta lévő RSZBN antenna nélkül sérült lemezeléssel, a kúp körül és az orrfutó előtti területen, még az alakulat leszerelésekor is lokátor nélkül állították ki és csak évekkel később került bele újra. Ezért is érdekes, hogy a hivatalos dokumentum szerint múzeumi célokra kialakítottan értékesíteni szerették volna a korábban vélhetően alkatrész-bázisnak használt gépet.
  - szeptember 18-án Adásztevel mellett lezuhant a 31."KAPOS" H.R.E. 5822-es MiG–21bisz (75AP), Dobay Attila százados ("Boszorkány" rep.szd.) sikeresen katapultált. Átmeneti időszakban hajtott végre összetett műrepülési feladatot. A repülés 6. percében a fő hidraulikarendszer nyomása lecsökkent, majd nullára esett. Ezzel párhuzamosan a hajtómű teljesítménye is esett, a repülőgép kormányzása és a Mach-kúp vezérlése -a hidraulikanyomás csökkenése miatt- nehézkessé vált. A vészhidraulika-rendszer szintén üzemképtelenné vált. A repülőgépvezető a történteket jelentette a repülésvezetőnek (Máté László alez.), majd feladatát megszakította és hazaindult. A futóműveket vészeljárással bocsátotta ki, azonban a leszállást már nem tudta végrehajtani, mivel a repülőgép kormányozhatósága megszűnt. A futópálya küszöbtől 3 km távolságban, erősen döntött fordulóban, kb. 100–150 m magasságon sikeresen végrehajtotta a katapultálást. A repülőgép a Pápát Ugoddal összekötő műút mellé csapódott be. A vizsgálat szerint a baleset oka az volt, hogy a hajtóműben lévő egyik forszázskollektor eltört. Ennek lángja átégette a fúvócsövet, majd a törzshátsórész bal oldalát a vízszintes vezérsík alatt. A roncsolódás következménye volt, hogy a GSF redőnyöket vezérlő hidraulikacső is átégett, ami miatt a GSF teljesen nyitott helyzetben maradt. Ez volt az oka a tolóerő hirtelen csökkenésének és a hidraulikaolaj elfolyásának. Egyben ez volt az utolsó gépvesztéssel járó repülőeseménye a típusnak a Magyar Honvédség kötelékében.

Forrás:
Forrás:

## MiG–23
- 1985. március 21-én az április 4-ei, Felszabadulás napján megrendezendő 20. díszszemlére három repülési gyakorlatot tartottak (12:00, 15:00 és 17:00). Az utolsó 17 órai repülési gyakorlat sikeres lefolytatását követően a 05-ös oldalszámú MiG–23MF (mint tartalék) gép Pestlőrincnél rendben elvégezte a kötelékből való kiválást és Kecskemét felé vette a kurzust (Kecskeméten vonták össze a díszszemle-repülés gépállományát). Ezt követően Kőbánya–Mátyásföld felett kigyulladt és egyes részegységeinek elvesztése – például a stabilizátor – után Störk József százados a gépből Csömörnél sikeresen katapultált a becsapódás előtt. Az eseményt követő műszaki vizsgálat több strukturális hibát mutatott ki, melyeket a többi 11 db gépen is felfedeztek, a gyártó a típusra azonnali repülési tilalmat rendelt el. Ezt Magyarországon 6 hónap múlva oldották fel, a szerelések és a berepülések befejezése után. Ezen március végi incidens miatt a 20. díszszemle repülőgép-bemutatóját lemondták a repülőállomány kedvezőtlen időjárások miatt lecsökkentett gyakorlati idejére hivatkozva, így az 1983-ban megérkezett Szu-22-esek hivatalosan csak az 1990-es kecskeméti repülőnapon tudtak bemutatkozni.[19][20]
- 1990. január 26-án a 16-os oldalszámú MiG–23UB-val Bakó Ferenc ezredes felügyeletében, a frissen MiG-23 típusra átképzett Reinhardt Róbert százados kiképzési feladat végrehajtása során Beled mellett lezuhant. A pilóták nem  katapultáltak, életüket vesztették.[21][22] Egyes források szerint a gép a levegőben felrobbant.[22] Más forrás szerint Reinhardt Róbert százados az első MiG-23 típuson végrehajtott egyedülrepülése előtti ellenőrző repülését hajtották végre és a légterében alacsony magasságon (200 m), durva kormánymozdulattal, rácsapásból történő felvétel közben, jobb fordulóban a repülőgépet túldöntötték, a repülőgép a nagy állásszög miatt instabillá vált, átesett és a repülés 6. perc 50 másodpercében, 09:07 perckor a földnek ütközött. A vizsgálat megállapítása szerint a repülést a végrehajtási szabályzattól eltérő módon és paraméterekkel hajtották végre. Műszaki problémára utaló jel nem volt.[forrás?]
- 1990. április 20-án a 09-es MiG–23MF-el Cseporán „Csepi” Mihály őrnagy Ajka mellett 2400 méteren készülődött a leszállásra, helyi idő szerint 14:55-kor. Bejelentkezett, engedélyt kért a leszálláshoz, közben aktív, elektromosan feltöltődött felhőbe repült bele. A gépet villámcsapás érte, a hajtómű leállt, de nem ékelődött be. A szolgálati szabályzat előírását követve (3000 méter felett lehet újraindítással kísérletezni) meg sem kísérelte a hajtómű újraindítását, a katapultálás mellett döntött. Álló hajtóművel leereszkedet 1000 méterre a felhőalap alá tájékozódási céllal. Látta, hogy Ajka felé közeledik, ezért bal fordulóval Nyugat felé fordult. A hajtómű leállása és a katapultálása között 15 másodperc telt el. A gép egy szántóföldre zuhant a székpusztai halastó közelében, hajtóműve kiszakadva belőle a tóban állt meg. A gép nem robbant fel. Cseporán egy sportpályán szállt le ernyőjével. Földet érés közben egy betonkerítésnek ütközött, majd bokasérülést szenvedett. „Mire leszedtem magamról a hevedert, már emberek futottak oda hozzám. Mondták, hogy a másik kettőnek nem nyílt ki az ernyője.” (mint kiderült, a kabintetőről és a katapultülésről volt szó). Értesítette a repülésvezetőt és Buczkó alezredest, parancsnokát, majd a kiérkező kutató-mentő helikopteren a pápai kórházba szállították. Másnap Kecskeméten a ROVKI-ban az izotópos röntgenvizsgálat kimutatta, hogy 4 gerinccsigolyája megsérült. Für Lajos akkori honvédelmi miniszter „katasztrófahelyzetben példás magatartás tanusítása miatt” soron kívül alezredessé léptette elő és személyesen tüntette ki. Felépülve újra szolgálatba állt.[6]
- 1990. szeptember 16-án a 04-es oldalszámú MiG–23MF-el Soproni „Sopi” Károly őrnagy repülőnap-bemutató közben Pápán lezuhant. A gép a nézők szeme láttára ütközött a földnek, majd a már kigyulladt gép visszaemelkedve, 900-1000 méter repülés után visszazuhant a földre. A pilóta meghalt.
- 1995. szeptember 13-án Katovics Balázs és Mizsei Mihály századosok éjszakai elfogási gyakorlatra felszállva a 14-es oldalszámú MiG–23UB gépükkel lokátor híján (más forrás szerint emberi hiba miatt[22]) összeütköztek a Taszárról célként felszálló 16-os oldalszámú Szu–22M3-mal. A Szu-22-t vezető Katona István őrnagy sikeresen katapultált, gépe Kapolynál lezuhant, a függőleges vezérsíkját vesztett MiG–23 pedig Pápa felé vette az irányt. Takácsi és Gyarmat között, Pápától 7 km-re lezuhantak, mindkét pilóta meghalt.

Forrás:

## MiG–29
- 1998. július 23-án a kecskeméti repülőtér mellett a 17-es oldalszámú MiG–29B-vel Rácz Zsolt alezredes 14 óra 55 perckor, az augusztus 22-23-i nemzetközi repülőnap előkészületeiről tartott szakmai sajtóbemutatón irányíthatatlanul lezuhant, a pilóta a becsapódáskor meghalt. Az okokat vizsgáló bizottság szerint a nagy túlterhelések miatti tudatbeszűkülés okozta a képzett pilóta és gépe vesztét.[22]
- 2005. május 11-én a kecskeméti repülőtér mellett a 02-es oldalszámú MiG–29B jobb oldali hajtóművének műszaki meghibásodása miatt lezuhant. A pilóta, Szabó „Topi” Zoltán Róbert százados, aki a 2005-ös Kecskeméti Nemzetközi Repülőnap műrepülő programjára gyakorolt, a kigyulladt és már égő repülőgépet kivezette a lakott terület és repülőtér fölül, majd sérülések nélkül katapultált az égő gépből.[24]
- 2008. április 17-én 15:52-kor bejövetel és átstartolás gyakorlása közben – ismeretlen okokból, behúzott futóművel a betont érintve – a 15-ös oldalszámú együléses gép lezuhant, a pilóta, Peszeki „Peszke”Zoltán őrnagy sikeresen katapultált. A katapultálást követően a pilóta nélküli gép irányítatlanul átszáguldott a 44-es főúton és a futópálya irányában a szántóföldön megállt. Bár részben egyben maradt, a gép jelentős, nagy mértékű sérüléseket szenvedett. A vizsgálatok lezárulásáig nem jelenthető ki felelős, de Tömböl László mk. altábornagy állítása szerint[25] a repülési adatrögzítők kiértékelésének 2008. május 6-ai állapotakor a repülőgépben műszaki hibára utaló jeleket nem találtak.[26][27][28]

## Szu–22
- 1988. március 17-én Kaposvár–Dombóvár között vasúti töltésbe zuhant a 06-os oldalszámú Szu–22M3. Bonyolult időjárási viszonyok között a repülés 32. percében besorolt a lőkörre, amikor 3400 m magasságban, 620 km/h sebességnél a hajtómű felől éles csattanást hallott, pompázsjelenség lépett fel és kigyulladt a "Hajtómű-indítás" tabló. Ezzel együtt járt egy kb. 3-4 másodpercig tartó erős rázkódás is. A jelenség megismétlődött, de akkor már kb. 40 másodpercig tartott. Ekkor a repülőgép 40-45 fokos bedöntésben volt 600 km/h sebességgel és 3000 m magasságban. A repülőgépvezető a feladatot megszakította és jelentette a repülésvezetőnek a kialakult helyzetet. Szűkített iskolakörön kísérelte meg a leszállást, de a repülés 36. percében a csattanás megismétlődött és a pompázsjelenség folyamatossá vált, majd a hajtómű lepörgött és leállt. Ugyanekkor a kilépő gázhőmérséklet 1000 C°Fölé nőtt és kigyulladt a hajtómű túlmelegedett tabló is. A repülőgép intenzíven lassult, 1700 m-en a hajtómű kigyulladt, majd a tűz átterjedt az egész törzshátsórészre. A repülésvezető parancsot adott a katapultálásra, ekkor a repülőgép 180 m magasságban, a futópálya küszöbtől kb. 1500 m-re volt. A repülőgépvezető kifordult a tengelyből és végrehajtotta a katapultálást. A repülőgép szántóföldre zuhant és nekicsúszott a Kaposvár-Dombóvár vasúti töltésnek, melyet megrongált. A vizsgálat szerint a baleset oka a hajtómű turbinájának nagynyomású forgórészében történt fáradásos törés volt, mely következtében egy vagy több turbinalapát kiszakadt.

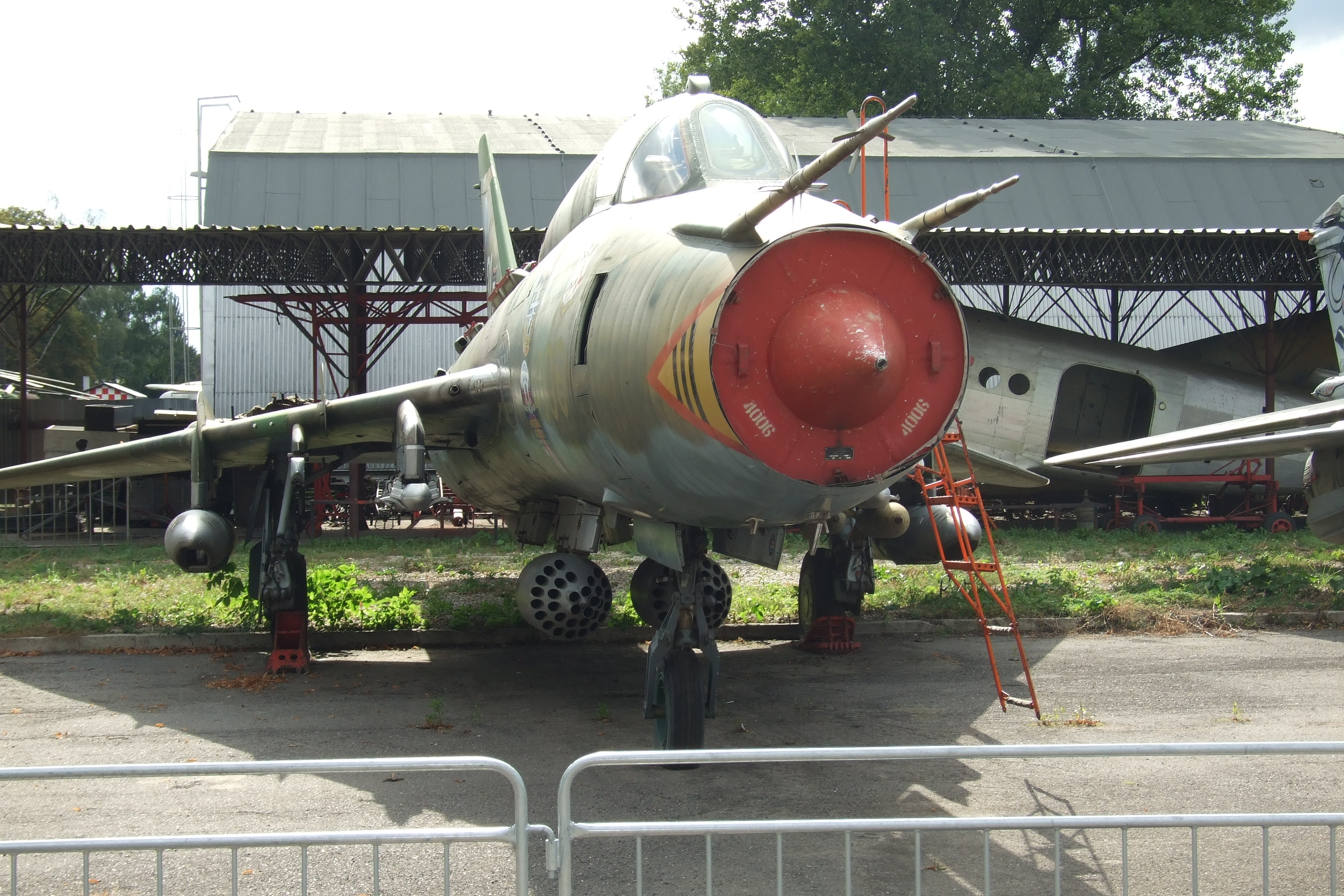
Egy csehszlovák Szu–22M4 orrán a piros színű takaróburkolat. A 07-es magyar gép vesztét a burkolat három bilincsének egyike okozta.

- 1995. május 25-én Taszáron a Kapos Harcászati Repülőezred 07-es oldalszámú Szu–22UM3K típusú repülőgépének hajtóműve kigyulladt a felszállás után azonnal (helyi idő szerint 18:20:15-kor). A repülésirányító torony szolgálatban levő repülésvezetője, Pinkóczi "Pinkó" József alezredes már az elemelkedés előtt észlelte az utánégető lángcsóvájának rendellenes meghosszabbodását (a gép hosszának 2,5-3-szorosa lett), majd az elemelkedést követő első tűzgömb megjelenése után adta ki a gépelhagyási parancsot (kétszeri "Kigyulladtatok. Katapultálni!", a 2. felszólítást már nem hallották). A pilóták – az első ülésben ülő és egyéves ellenőrző feladatra induló Lőrincz "Dinnye" István alezredes és a mögötte ülő Racskó Mihály őrnagy, mint ellenőrző oktató – elmondása szerint már 5–7 m magasságban "csattogtak" a gép pompázs-kopoltyúi, valamint a műszerfalon bekapcsoltak a vészhelyzet-jelző lámpák. Ezt követően a repülésvezető főtiszt parancsaival egyidőben Racskó M. őrgy. beindította a katapultálást. Az elhagyást követően a gép visszazuhant a pályára, egyszer még felpattant, majd a visszaérkezést követően a betonról kicsúszott a fűre és teljesen kiégett. A pilóták sikeresen katapultáltak a becsapódás előtti 3. (R.M.) és 1,8. (L.I.) másodpercben. A roncs Szolnokon van kiállítva. A vizsgálat kiderítette, hogy az orr-beömlőnyílás takaróburkolatának 3 db rögzítőbilincséből az egyik letörése és később annak a hajtóműbe jutása okozta a balesetet. Lőrincz alezr. a rossz földetérést követően jobb szárkapocscsontját eltörte és jobb nagylábujja kificamodott, Racskó őrgy. sérüléseket nem szenvedett.[29]
- 1995. szeptember 13-án a 16-os oldalszámú Szu–22M3-mal repülő Katona István őrnagy gépének ütközött a Katovics Balázs és Mizsei Mihály századosok által vezetett 14-es oldalszámú MiG–23UB. A Szu–22-ből Katona őrnagy sikeresen katapultált, a gépe Kapolynál lezuhant. Az ütközés során az UB elvesztette a függőleges vezérsíkját. Pilótái megkísérelték Pápára hazavinni a gépet, de az a reptér közelében lezuhant, mindkét pilóta meghalt.

Forrás:

## JAS-39 Gripen
- 2015. május 19-én Čáslav katonai repülőterén leszállás közben a 42-es oldalszámú kétüléses JAS 39 Gripen túlfutott a futópályán, majd a két pilóta – Ugrik Csaba dandártábornok és Gróf Gergely őrnagy – sikeresen katapultált, a lesodródó repülőgép pedig összetört, javíthatatlan károkat szenvedett.
- 2015. június 10-én Kecskeméten 10:52-kor kényszerleszállást hajtott végre a 30-as oldalszámú együléses JAS 39, az orrfutó meghibásodása miatt, mely nem rögzült nyitott helyzetben. A hasközépi felfüggesztő gerendára leszállt repülőgép a leszállás során lesodródott a futópályáról, miközben a pilóta – Kádár Sándor őrnagy – sikeresen katapultált, de a földet éréskor megsérült. A repülőgép bal szárnyfele javítható sérüléseket szenvedett.

## Mi–8
- 1971. január 29-én Dunakeszin leszállás közben a 628-as oldalszámú Mi–8T, kb. 15 méterről a földhöz csapódott, javíthatatlanul megrongálódott. A személyzet – Herczeg János őrnagy elsőpilóta gépparancsnok, Gávai József százados másodpilóta, Makkos György hadnagy fedélzeti technikus – nem sérült meg, a fedélzeten tartózkodó egy fő utas – Tóth György törzsörmester – könnyebben sérült. A gépet a Szolnoki Repülő Műszaki Főiskola oktatási eszközként alkalmazza.
- 1971. december 21-én nappal, bonyolult időjárási viszonyok között, kiképzőrepülés során, felhőrepülés közben a 428-as Mi–8T mindkét hajtóműve leállt jégtelenítő rendszerének meghibásodása miatt. A személyzet autorotációs üzemmódban sikeresen kényszerleszállt Simontornyától 2 km-re keletre. Sem a személyzet – Nagy László százados elsőpilóta, Kiss Tibor őrnagy oktató és Kocsis Imre főhadnagy fedélzeti technikus –, sem a helikopter nem sérült meg.
- 1974. május 30-án egyszerű időjárási viszonyok között, kismagasságú kiképzési útvonalrepülés során a 228-as oldalszámú Mi–8T Balatonalmáditól 2 km-re délre a vízbe csapódott és megsemmisült. A személyzet – Serfőző István hadnagy elsőpilóta gépparancsnok, Bozsaki Benő hadnagy másodpilóta, Laboda Ferenc főhadnagy fedélzeti technikus – és a két fő utas – Korpos Imre honvéd és Bunász István honvéd – életét vesztette.
- 1976. január 22-én a 10 422-es Mi–8T bonyolult időjárási viszonyok (erős havazás) között végzett kiképzési repülése közben mindkét hajtóműve leállt, majd Káptalanfüred térségében a Balatonra szálltak, a gép megrongálódott. A személyzet – Kufa Mihály őrnagy elsőpilóta gépparancsnok, Dányi Balázs hadnagy másodpilóta, Bertalan Béla őrmester fedélzeti technikus – a helikoptert elhagyta, de a hideg vízben fellépő hipotermia (kihülés) miatt életüket vesztették.
- 1980. szeptember 25-én a 10 421-es Mi–8T-t Nagyvázsony mellett az Edvárd-hegynél légibemutató során egy hibásan működésbe lépő ködfejlesztő töltet kigyújtotta. A kényszerleszállást követően a személyzet sértetlenül elhagyta az égő gépet, majd az teljesen kiégett (megsemmisült).
- 1981. május 4-én 927-es Mi–8T 22:48-kor bonyolult időjárási viszonyok mellett éjjeli kiképzési repülés során, leszállás közben a földnek csapódott, kigyulladt és kiégett. A gép a repülőtér területén, a leszálló iránytól 300 méterre nyugatra ért földet, a személyzet – Szikora Miklós alezredes elsőpilóta gépparancsnok, Szabó Gábor alezredes oktató, Kozsahuba György törzsőrmester fedélzeti technikus – életét vesztette.
- 1982. június 29-én 23:23-kor egyszerű időjárási viszonyok között éjszakai kiképzési repülés során, az iskolakör negyedik fordulója után, leszállóirányon a 10 432-es nekiütközött a 10 429-es Mi–8-asnak. A 10 429-es Mi–8T sikeresen kényszerleszállt, javítható maradt, személyzete – Kondorosi Zsolt százados elsőpilóta gépparancsnok, Wimmer György őrnagy oktató, Pogány Sándor százados fedélzeti technikus – nem sérült meg. A 10 432-es Mi–8T lezuhant, kigyulladt és megsemmisült. Személyzete – Hajdukiss Bálint főhadnagy elsőpilóta gépparancsnok, Fábry József százados másodpilóta, Bolvári István törzsőrmester fedélzeti technikus – életét vesztette.
- 1984. június 20-án a 10 420-as Mi–8T Szolnokon az RSZP kalibrálása közben a KIRA fölött 100 m-en hátszél miatt „megfüggött”, bepördült és kormányozhatatlanul a földhöz csapódott. A személyzet – Orosz Zoltán főhadnagy elsőpilóta gépparancsnok, Barilla László hadnagy másodpilóta, Tóth István őrmester fedélzeti technikus és Viczián László főhadnagy fedélzeti mérnök, oktató – nem sérült meg.
- 2008. január 31-én 18:19-kor lezuhant az MH 86. Szolnok Helikopterbázis állományában álló 10 445-ös Mi–8T. A Törökszentmiklóstól kb. nyolc kilométerre északra, az Óballa mellett kijelölt szükségrepülőtéren gyakorolva, az egyik tervszerűen végrehajtott leszállást követően megperdültek, majd a gép az oldalára borult, kigyulladt és később teljesen kiégett.[31] A kiképzést végrehajtó négyfős személyzet közül három ki tudott menekülni az égő gépből, a negyediket – az egyik technikust – nagy erőkkel keresték. Holttestét a tűz eloltása után találták meg a roncsok között, Lükő Zsolt főtörzsőrmester nem tudott kimenekülni, a gépben maradt és bent életét vesztette. A két pilóta súlyosan sérült: az egyik mellkasi, gerinc- és fejsérüléseseket, a másik égési és fejsérüléseket, a gép másik technikusa pedig zúzódásokat szenvedett.[32]

Forrás:

## Mi–24
- 1982. június 22-én 08:47-kor kötelékrepülés közben a Újdörögdtől nem messze, a Cseket-hegy  közelében a földnek ütközött a 113-as oldalszámú Mi–24D harci helikopter. A becsapódás során Bognár Ferenc főhadnagy, a helikopter operátora  meghalt, Kószó Imre százados pilóta, gépparancsnok és Ádász Zoltán százados fegyverzettechnikai mérnök súlyosan megsebesült.[34]
- 1999. június 3.-án Kiskunhalas térségében műszaki meghibásodás miatt kényszerleszállást kellett végrehajtania az egyik Mi-24-es harci helikopternek. Senki sem sérült meg, és anyagi kár sem keletkezett.[22]
- 2001. április 12-én 10:44-kor egyszerű időjárási körülmények között Gyulafirátót közelében a központi lőtéren gyakorló fotolövészet közben, 260 km/h sebességű repülésnél lőirányon összeütközött az 579-es oldalszámú Mi–24D a 715-es oldalszámú Mi–24V-vel. Az előbbi gép lezuhant és kigyulladt, személyzete Sápi Zoltán százados gépparancsnok és Nagy László főhadnagy operátor meghaltak. A 715-ös jelentősen megsérült, de Rolkó Zoltán százados gépparancsnok és Stumpf Péter főhadnagy operátor kényszerleszállást hajtottak végre, súlyosan megsérültek.[34][35]

### Bibliográfia

#### Könyvek, monográfiák
- Brandt Gyula (2004): A 87. Bakony Harcihelikopter Ezred és jogelődjeinek története 1958–2004. Szentkirályszabadja ISBN 963216 693 0
- Zsombok Tímár György (1996): A rácsapások napja. Pesti Szalon Könyvkiadó ISBN 963-605-116-X

#### Periodikák
- A Haditechnika c. folyóirat cikkei:
  - Kenyeres Dénes: A kecskeméti repülőtér és a kecskeméti repülés története 1957-től napjainkig, Haditechnika 1997/3, 72–76. o.
- A Top Gun magazin cikkei:
  - Buczkó Imre ezredpk.: Ólomsúlyú csend, Top Gun 1994/8, 50. o., – búcsúbeszéde Gődér Béla fhdgy. temetésén
  - Gál József: „…a repülőezred részvételére nem kerülhet sor…” Egy elmaradt lehetőség, Top Gun 1995/4, 15–17. o.
  - Gál József: A túlélő – Miért pont velem fordult elő?, Top Gun 1995/11, 20–21. o. – a 16-os Szu–22M3 esete
  - Gál József – Vincze Mária: Katapultáltak arcképcsarnoka, Top Gun 1999/4, 37–41. o. – összefoglaló a katapultálással záruló eseményekről
  - Gál József – Vincze Mária: Katapulttestvérek, Top Gun 1995/8, 22–26. o.
  - Kilián Nándor: „Tűz van, katapultálok…”, Top Gun 1995/12, 40–43. o. – Kilián Nándor és a vizsgálóbizotság jelentései az 1990. június 29-ei eseményről
  - Kővári László: A 233. másodperc, Top Gun 1998/10, 7. o. – Rácz Zsolt alezredes utolsó repüléséről
  - Simon László: Cél: A vizsgabizottság?! – Repülőhalál–földön…, Top Gun 1996/2, 58–59.
  - Tomena György: Három repülőgép égett el alatta – A legdrágább magyar pilóta volt, Top Gun 1993/11., 52. o. – riport Medzibrodszky Ferenccel
  - Tőrös István: Hány halál még az élet?, Top Gun 1998/9, 4–5. o., – Rácz Zsolt alezredes temetése
  - Tőrös István: Kettővel több csillag a hadak útján, Top Gun 1995/11, 16–19. o.
  - Tőrös István: Élt 25 évet repült 28 663 percet, Top Gun 1994/8, 48–49. o. – Gődér Béla fhdgy. temetése
  - Varga „Tömörkény” Imre alezr.: A „sámánok” fekete éve, Top Gun: I. rész 1996/1, 7–11. o.; II. rész 1996/3, 18–20. o.; III. rész 1996/4, 22–26. o.
  - Vincze Mária: Roncsvallatók, Top Gun 1995/11, 40–43. o.
  - Vázsonyi Miklós ny.alezr.: A „hidegháború” forró pillanata! (In memoriam Kósi József százados), Top Gun 1994/4, 8–9. o.
- Repülőesemények 1949–2002, Biegelbauer Pál gyűjteménye.
- Magyar Néphadsereg archívumából
- Magyar Honvédség archívumából
- Horváth Balázs honlapja a Magyar Légierő repülőgépeiről.
- Chronological Listing of Hungarian Air Force Ejections

### Irányadó jogszabályok
Alább a jelenleg hatályos szabályok találhatók. Természetesen minden repülőeseményt az akkor éppen hatályos jogszabályok szerint kell vizsgálni.
- 2005. évi CLXXXIV. törvény a légi-, a vasúti és a víziközlekedési balesetek és egyéb közlekedési események szakmai vizsgálatáról
  - 35/2008. (XII. 5.) KHEM–HM–IRM együttes rendelet a kizárólag állami légijárművel bekövetkezett légiközlekedési balesetek, repülőesemények és légiközlekedési rendellenességek szakmai vizsgálatának részletes szabályairól, valamint a kizárólag állami légijárművel összefüggő üzembentartói vizsgálat szabályairól